# Viljujszk
Viljujszk (oroszul: Вилюйск) város Oroszország ázsiai részén, Jakutföldön, Jakutszktól 592 km-re északnyugatra. A Viljujszki járás (ulusz) székhelye.
Lakossága: 10 234 fő (a 2010. évi népszámláláskor).
A Közép-jakut-alföldön, a Viljuj (a Léna mellékfolyója) jobb partján fekszik, folyami kikötő. A várostól néhány kilométerre torkollik a Viljujba annak egyik leghosszabb mellékfolyója, a Tyung.
Éghajlata szélsőségesen kontinentális, nagyon hideg és száraz téllel. A januári középhőmérséklet -35,8 °C, a júliusi 18,7 °C. A csapadék évi mennyisége 285 mm.
A Viljuj mentére 1634-ben érkezett kozákok itt alakították ki téli szálláshelyüket (zimovje). 1783-ban a Pugacsov-féle felkelés ide száműzött résztvevői – új helyen – várost építettek, melyet Olenszknek, majd 1821-ben Viljujszknak neveztek el. 1869-ben a városka negyven építményének harmada jurta, a többi földszintes faház volt.